# 平壤廣播電台
平壤广播电台（朝鲜语：／），是主要面向大韩民国及海外同胞播出的广播电台，通过FM、中波和短波的方式进行播音。

## 历史
- 1945年10月14日，电台以平壤放送局的呼号开始朝鲜语广播。
- 1947年3月14日，开始汉语广播，标志着朝鲜对外广播事业的开始。
- 1948年11月，电台呼号改为朝鲜中央广播电台。
- 1955年10月14日，开始对南朝鮮（韩国）广播。
- 1967年12月，朝鲜中央广播电台开始分为朝鲜中央广播电台1套和朝鲜中央广播电台2套两个频道。
- 1972年11月10日，朝鲜中央广播电台改组，朝鲜中央广播电台1套为朝鲜中央广播电台，朝鲜中央广播电台2套改称平壤广播电台，并且把平壤广播电台从朝鲜中央广播电台中分离出来。
- 2001年2月16日，平壤广播电台对外广播部分从平壤广播电台中分离，启用新的呼号朝鲜之声。
- 2013年2月1日，平壤广播电台正式开通官方网站「民族大团结」（민족대단결）。
- 2024年1月，韩媒报道称，平壤广播电台已于1月12日停播。[1]

## 广播内容
平壤广播电台的主要内容与朝鲜中央广播电台类似，主要节目有新闻、音乐、劳动新闻评论、小说朗读、广播剧、金日成广播大学教学讲座等。除了从平壤时间（UTC+9）早上05:30到06:00的30分钟之外（某些播出频率会在04:00结束播出），该电台几乎全天播音。
电台开始播音前，先播放《金日成将军之歌》的开头部分的电子音版本（即广播开始曲），然后播放爱国歌，之后分别播放以男声呼喊的“我们光荣的祖国——朝鲜民主主义人民共和国万岁！”（영광스러운 우리 조국 조선민주주의인민공화국 만세!）和以女声呼喊的“我们人民一切胜利的组织者和向导者——光荣的朝鲜劳动党万岁！”（우리 인민의 모든 승리의 조직자이며 향도자인 영광스러운 조선로동당 만세!）的口号，之后播音员会向南朝鮮（韩国）、海外同胞听众致以问候并宣读当天日期，然后播放金日成将军之歌和金正日将军之歌。最后播送当天节目预告。
该台的中波频率在韩国遭到严重干扰，收听困难。另外，平壤广播电台还会播出电码，用于传递情报，之前的“A3放送”已于2000年中止。2016年，平壤广播电台恢复了暗号广播，通称“V15”。

## 广播频率
- 2021年7月至2024年1月

| 放送時間(PYT) | 频率            |
| 03:00-05:00   | 3220kHz         |
| 06:00-03:00   | 6160kHz         |
| 06:00-04:00   | 801kHz、3320kHz |
| 06:00-05:00   | 4557kHz         |
| 06:00-05:30   | 657kHz、855kHz  |
| 09:00-16:00   | 621kHz          |
| 22:00-03:00   | 621kHz          |

※PYT=UTC+9
- 为了防止朝鲜居民收听韩国的调频广播，平壤广播电台在平壤和开城设立数十个不同调频频率的发射站。其调频频率与韩国首都圈及其附近地区之广播电台频率相同，用于干扰韩国的调频广播。